# Paul Chatinières
Paul Chatinières (1884-1928) est un médecin humaniste ayant participé de 1912 à 1916 aux côtés du Maréchal Lyautey à la conquête pacifique du Maroc comme pionnier,.

## Biographie
Il est l'auteur du livre Dans le Grand Atlas Marocain. Il est mort pour le Maroc et pour la France en soignant une épidémie de typhus en 1928 à Taroudant.
En 2008, le musée Paul Chatinières, musée de la médecine et de la santé, a été inauguré à Taroudant.
Une rue de Castelsarrasin porte son nom.